# Polskie Towarzystwo Genetyczne
Polskie Towarzystwo Genetyczne (PTG lub PTGen) – polskie towarzystwo naukowe założone w 1966 roku, zrzesza biologów, lekarzy, hodowców i rolników, którzy w swojej pracy stykają się z problematyką genetyczną. 
Podstawową formą działalności Towarzystwa są zebrania naukowe organizowane przez oddziały terenowe. Początkowo co dwa lata, a począwszy od 1979 roku, co trzy lata, organizowane są ogólnopolskie zjazdy członków, na których prezentowany jest polski dorobek naukowy w dziedzinie genetyki. W zjazdach tych biorą również udział zaproszeni wykładowcy z zagranicy. Obecnie w skład towarzystwa wchodzi 10 oddziałów terenowych (Oddział Białostocki, Gdański, Krakowski, Lubelski, Łódzki, Poznański, Szczeciński, Śląski, Warszawski i Wrocławski) oraz dwie sekcje (Sekcja Mutagenezy Środowiskowej z siedzibą w Poznaniu i Sekcja Cytogenetyki Zwierząt Gospodarskich w Krakowie).